# Adolf Hubert
Adolf Hubert   (Magdeburg, 13 de novembre de 1872 - Magdeburg, 1 de novembre de 1946) va ser un músic, educador i compositor alemany.
Gustav Adolf Huber va néixer com a fill del pastisser autònom Gustav Adolph Huber i de Cäcilie, de soltera Weißenborn a Magdeburg. El seu pare va morir de pneumònia abans de néixer ella. Quan la mare es va casar amb el forner, va continuar el negoci. Els pares tenen cura de l'educació musical dels fills. Emilie (Mimi), la més gran, toca el piano i Adolf pren classes de violí.

De 1888 a 1890 va assistir a la "Grand Ducal Orchestra School" de Weimar, especialitzant-se en violí i menor en pianoforte. Un dels seus principals mestres és Karel Halíř (1859-1909). El concertino de la Filharmònica de Berlín i membre del famós "Joachim Quartet" havia d'estrenar més tard la segona versió del Concert per a violí de Sibelius sota el director Richard Strauss. Un altre violinista destacat va ensenyar a Adolf quan es va convertir en estudiant al Conservatori de Leipzig l'octubre de 1890. Aquest fou, Adolf Brodsky (1851-1929) que anteriorment havia estrenat a Viena el Concert per a violí de Txaikovski.
| « | El fet que siguis tan estimat pels teus professors és un actiu poderós. Has de saber mantenir-ho! (...)" | » |

va escriure la mare als divuit anys. I li va advertir que no fes res per allunyar-se de l'estudi per distreure's. A casa, la crisi econòmica imminent dels anys 90 i la malaltia pulmonar del padrastre preocupaven cada cop més la família.
Només uns anys abans s'havia comprat una casa de lloguer amb una fleca. Com que el pare no podia treballar, la fleca es va haver de llogar, però no van tenir sort i Adolfo no va poder comptar amb l'ajuda d'aquests ingressos per a la seva carrera.

Adolf va descobrir en secret que un primer lloc de violí quedaria vacant a Meiningen l'octubre de 1891. Se li aconsella no esperar fins a la convocatòria oficial de licitació, quan "se'n presentaran centenars". La mare prudent no ho desaconsella:
| « | <Seria de gran avantatge si poguessis arribar tan lluny a Leipzig que poguessis tocar els concerts de Gewandhaus, etc. Llavors estaries segur d'una feina millor". El pare "va prometre pagar-te un any més> | » |

La preocupació per la seguretat financera es reflecteix en la societat. Es parla de fallides bancàries, que van en augment, cada dia, hom tingui tanta ansietat que ningú regala res. Després de Nadal, moltes coses s'enfonsen i Adolf procura que no perjudiquin els seus estudis.
Els certificats de Leipzig revelen que Adolf es va dedicar amb diligència al violí, el piano, la teoria musical i la composició, però no li agradaven especialment les lliçons de cor. Pel que fa a les conferències d'història i estètica de la música, el conferenciant només va assenyalar breument en el seu certificat de 1891: "Kam". i un any més tard: "Va venir al principi". El juny de 1892 Adolf va acabar els seus estudis.
Pel que sembla, s'allotja a Leipzig. Encara no se sap quina era la seva posició. Però sembla que vol mantenir la distància amb Magdeburg. El clima de casa es fa cada cop més opressiu a mesura que avança la malaltia del seu pare i la seva irascibilitat es fa cada cop més insuportable.
L'any següent, la mare informa de la renovació de les fallides a la zona, es queixa dels creditors sense restriccions, de baralles i discussions a la botiga. Al maig, el padrastre mor de tuberculosi.
Quan Adolf es planteja anar a Viena, la seva mare està molt preocupada. A continuació, una carta esmenta un proper compromís a Suïssa. Només uns mesos després, però, Adolf ocupa un lloc de segon violinista a Suècia. A més de la seva feina, es trasllada d'una granja a l'altra amb un company, fent concerts, cosa que s'adapta a la seva preferència per la vida "solta". D'aquesta època ve l'anècdota, segons la qual en una de les seves gires de concerts per tot el país va desafectar una distingida societat de parla alemanya cridant tan provocativament com vulgarment per tota la taula: "Dona'm la llauna!"
Només uns anys més tard, Adolf va tornar a Alemanya i, segons la seva filla, va tenir un compromís a Leipzig o Weimar. Devia ser cap a l'any 1902 quan un jove amant de la música va assistir al concert d'una orquestra amateur a Magdeburg i va dir a la seva amiga quan va veure el baixíssim director al podi: "M'agradaria portar Kleenen per la sala". El 1903 havia arribat el moment: Adolf i Agnès es van casar.
Després d'haver-se establert, Adolf va començar a tenir un paper en la vida musical pública de Magdeburg. De 1895 a 1905 va ser el director de la Societat Coral Robert Schumann de Magdeburg. Després d'haver representat durant un any a Rudolf Fischer el 1909, finalment va assumir la direcció de la Societat d'Orquestra de Magdeburg des de 1910 fins a 1920. Hubert va ser professor de música tant al Conservatori com a classes particulars de violí i piano. Durant un temps va ser director del cor de l'església de Pauluskirche de Magdeburg.
Dona classes a estudiants particulars a les seves habitacions a l'edifici d'apartaments dels seus pares a la Scharnhorststraße 8a. Hi ha nens, però sobretot adults melòmans de classe mitjana, comerciants, empresaris, farmacèutics, com la filla d'un funcionari judicial. Bernhard Engelke - fill d'un enginyer, després esdevindrà escriptor musical i director del cor de la catedral de Magdeburg. Lotte Lehmann, filla d'un amic comerciant, esdevé professora de violí.

Les primeres composicions d'Adolf probablement van sorgir durant els seus dies d'estudiant. Brahms i Txaikovski es troben entre els models especialment venerats. Com a professor de violí, Adolf comença a escriure peces específiques per als seus alumnes, i el germanastre Hans comenta en les seves felicitacions pel seu 25è aniversari: 
| « | "els meus únics desitjos són donar-te pensaments nobles i profunds per a la creació de les teves composicions." | » |

 La primera peça de la que hi ha constancia és de 1903.
Destinada a estudiants, la seva música no sembla "educativa". És animat, humorístic, té valentia musical i mostra una certa debilitat pels finals simfònics i patètics. Entre els balls hi ha un "ball de salts (...) per a la meva estimada Ruth". La filla Ruth recorda que sempre la feien servir com a conillet d'índies, tocant primer les peces del seu pare, després ell les va anar canviant, deixant-les tocar de nou, tornar-les a canviar, cosa que li va posar força nerviosa.
Neixen una sèrie de concertins d'un sol moviment per a violí i piano i diverses altres peces. Els "pensaments profunds nobles" no són tant per a ell. En els ecos eslau-vienesos de la seva música hi ha més que l'enyorança de lleugeresa i alegria que preocupava la seva mare. Formava part de l'ambient d'abans de la Primera Guerra Mundial, en què també estava en auge l'opereta. La serietat romàntica-elitista de Richard Wagner, que era molt popular alhora, devia ser força aliena a Adolf. Per no parlar de la fragilitat posterior d'un Paul Hindemith o fins i tot de Arnold Schönberg, que després de tot va néixer el mateix any que Adolf. L'any 1912 es va publicar l'animat "Gypsy Standing" d'Adolf. Potser no és casualitat que també compri el seu violí a una gitana de Magdeburg.
La majoria de les seves composicions estudiantils estan publicades per l'aleshores Eulenburg Verlag de Leipzig. A més, nombroses transcripcions de conegudes melodies d'òpera apareixen en dues edicions de la sèrie musical: "The Opera Hall".
Cada any, tot el barri espera els populars concerts de Cap d'Any d'Huber a la finestra oberta del pati. Adolf, la filla Ruth, el seu germà Hans i sovint un dels cosins toquen música amb un o dos violins, violoncel i piano, de vegades - recorda Ruth, també hi ha una trompa afegida: "Sense arranjaments fixos, només tocàvem de seguida.". Aleshores sonen melodies populars com "Oh dear Augustin" o èxits actuals com "Where did your hair go?" Potser hi va haver un o altre hit de jazz que l'Adolf va sentir a la ràdio.
No es coneixen més composicions dels 12 anys de la dictadura nazi. Adolf no seria l'únic que es va quedar bocabadat en aquest moment. Molts artistes van subestimar Hitler. Només l'any 1933 apareix una petita i alegre serenata al primer número de la revista "Musikalische Fundgrube". El prefaci reflecteix una mica de l'ambient esgotat de l'època, després que les lluites socials i polítiques ininterrompudes per una societat que millor només haguessin trobat la derrota.
Es viu una època de dura lluita per la vida. Cansada del sobreesforç de la força de treball, la vida sovint sembla sense sentit per a les persones. Creuen amb raó que poden trobar coratge i alegria en l'art i sobretot en la música. Les hores de relax s'omplen d'òpera i concerts, i amb la ràdio l'amant de l'art es llança amb entusiasme a un mar de música d'arreu del món.
A la dècada de 1930, se li va aconsellar oficialment a Adolf que no ensenyés més als jueus. Ell no s'hi adhereix. Per no cridar l'atenció, ordena als nombrosos estudiants jueus que no el tornin a visitar. Ell mateix va a ells. El 1938, la sinagoga de la Grosse Schulstrasse i moltes botigues de ciutadans jueus van ser víctimes dels pogroms feixistes. Segons el web de la ciutat de Magdeburg, 113 persones van ser detingudes i traslladades al camp de concentració de Buchenwald. Amb els anys, un gran nombre d'alumnes d'Adolf també van desaparèixer. Un total de 1.521 jueus de Magdeburg i més de 600 sints de Magdeburg (gitanos de parla alemanya) van ser víctimes de l'Holocaust.
A causa de la seva constitució sempre bastant feble, Adolf mai es converteix en soldat. Potser per això el seu fill hauria de convertir-se definitivament en oficial? Des de la guerra francoprussiana i la unificació de l'imperi el 1871 per "Sang i ferro", el patriotisme lleial a l'emperador, que sens dubte també va modelar Adolf, s'ha anat combinant cada cop més amb una apreciació social dels militars. Només el Partit Socialdemòcrata s'hi va oposar fins que ells també van demanar la "defensa de la pàtria" l'any 1914.
El seu fill Hans després es va convertir en un empleat del tramvia de Magdeburg, però es va oferir voluntari a la Wehrmacht el 1939 quan Hitler va envair Polònia. Quan els bombardejos aliats van amenaçar uns anys més tard, Adolf va fugir amb la seva dona a Thürmsdorf, prop de Dresden, on va patir un ictus el 1943.
Un cop més torna a Magdeburg. Ja no pot ensenyar per motius de salut. Després del fort bombardeig del gener de 1945, també va trobar la ciutat completament destruïda. El 90 per cent del nucli antic està en ruïnes. La seva casa és un dels pocs edificis del mar de ruïnes que ha quedat gairebé intacta. El juliol de 1946, Adolf va rebre un altre cop. Hans, després d'haver tornat segur de la guerra, mor d'una meningitis sobtada. El pare mor només uns mesos després, l'1 de novembre de 1946.